# ディヒューマナイザー
『ディヒューマナイザー』（Dehumanizer）は、ブラック・サバスが1992年に発表した16作目のスタジオ・アルバム。

## 背景
ロニー・ジェイムス・ディオとギーザー・バトラーがバンドに復帰し、ディオ、バトラー、トニー・アイオミ、コージー・パウエルというラインナップで制作される予定もあったが、パウエルが落馬により怪我をしたためヴィニー・アピスも復帰。最終的には『悪魔の掟』（1981年）と同じラインナップで制作された。ディオは本作について「『ヘヴン&ヘル』を意識したことは一度もなかった。1990年代にフィットすることをやりたかった」「ヘヴィにできる限りヘヴィに作った」と語っている。
「タイム・マシーン」は1992年公開のアメリカ映画『ウェインズ・ワールド』のサウンドトラックに提供された曲で、本作には別ヴァージョンが収録されたが、アメリカ、カナダ、日本で発売された初回盤には『ウェインズ・ワールド』のヴァージョンもボーナス・トラックとして収録された。

## 反響・評価
全英アルバムチャートでは2週チャート・インして最高28位に達し、本作からのシングル「TVクライム」は全英シングルチャートで33位に達した。
音楽評論家の伊藤政則は「ロニー・ジェイムス・ディオの演歌調のメロディの起伏は後退したが、一方でBLACK SABBATHらしいディープなリフの美学が復活している」と評している。

## 収録曲
全曲ともトニー・アイオミ、ロニー・ジェイムス・ディオ、ギーザー・バトラーの共作。
1. 電脳の神 - "Computer God" – 6:12
2. アフター・オール - "After All (The Dead)" – 5:40
3. TVクライム - "TV Crimes" – 4:00
4. レターズ・フロム・アース - "Letters from Earth" – 4:14
5. マスター・オブ・インサニティ - "Master of Insanity" – 5:55
6. タイム・マシーン - "Time Machine" – 4:13
7. シンズ・オブ・ザ・ファーザー - "Sins of the Father" – 4:45
8. トゥー・レイト - "Too Late" – 6:54
9. I（アイ） - "I" – 5:11
10. ベリード・アライヴ - "Buried Alive" – 4:50

### ボーナス・トラック
1. タイム・マシーン（ウェインズ・ワールド・ヴァージョン） - "Time Machine (Wayne's World version)" – 4:18

## カヴァー
- レターズ・フロム・アース
  - ヨルン - カヴァー・アルバム『Unlocking the Past』（2007年）に「孤独の定め」とのメドレーとして収録。
- I （アイ）
  - ティア - アルバム『ザ・レイ・オブ・スリム』（2011年）にボーナス・トラックとして収録。

## 参加ミュージシャン
- トニー・アイオミ - ギター
- ロニー・ジェイムス・ディオ - ボーカル
- ギーザー・バトラー - ベース
- ヴィニー・アピス - ドラムス

アディショナル・ミュージシャン
- ジェフ・ニコルス - キーボード